# Municipio de Richmond (condado de Tioga)
El municipio de Richmond (en inglés: Richmond Township) es un municipio ubicado en el condado de Tioga en el estado estadounidense de Pensilvania. En el año 2000 tenía una población de 2.475 habitantes y una densidad poblacional de 18 personas por km².

## Geografía
El municipio de Richmond se encuentra ubicado en las coordenadas 41°47′00″N 77°07′59″O / 41.78333, -77.13306.

## Demografía
Según la Oficina del Censo en 2000 los ingresos medios por hogar en la localidad eran de $38,393 y los ingresos medios por familia eran $42,833. Los hombres tenían unos ingresos medios de $28,719 frente a los $21,985 para las mujeres. La renta per cápita para la localidad era de $17,650. Alrededor del 7,1% de la población estaban por debajo del umbral de pobreza.